# Wabasso quaestio
Wabasso quaestio är en spindelart som först beskrevs av Chamberlin 1948.  Wabasso quaestio ingår i släktet Wabasso och familjen täckvävarspindlar. Arten har ej påträffats i Sverige. Inga underarter finns listade i Catalogue of Life.